# Jornadas Internacionales del Cómic Villa de Avilés
Les Jornadas Internacionales del Cómic Villa de Avilés és un esdeveniment relacionat amb el Còmic que anualment se celebra tots els mesos de setembre a la ciutat d'Avilés des del 1996, l'esdeveniment està patrocinat per l'ajuntament. Els directors són Jorge Iván Argiz, Ángel de la Calle i Germán Menéndez, que també col·laboren amb la Semana Negra de Gijón.

## Trajectòria
La idea de les "Jornadas" fou de Jorge Iván Argiz i Andrea Parissi, responsables del Fanzines locals "Dentro de la Viñeta" i "Microphonie".
Durant la Semana Negra de Gijón del 1995, Argiz y Parissi varen contactar amb Ángel de la Calle, responsable de la secció de còmics de la Semana. Els tres van presentar un projecte a l'Ajuntament d'Avilés, que va ser acceptat, i així es van celebrar les Jornadas Internacionales del Cómic Villa de Avilés, en aquesta primera edició hi assistiren com a convidats internacionals, Gary Frank i George Pérez.
Andrea Parissi va deixar les Jornades, a partir de la tercera edició, al seu lloc va entrar-hi Germán Menéndez.
Las XI Jornadas del Cómic Villa de Avilés (2006) es varen dedicar al còmic de temàtica Gay i al de temàtica lèsbic, es varen fer exposicions de l'obra de Luis Garcia, Carlos Puerta i Kenny Ruiz, i van tenir com convidats a Charlie Adlard, Alejandro Barrionuevo, Eddie Berganza, Alan Davis, Trevor Hairsine, Phil Jiménez, Kim, Mike McKone, Dean Ormston, Mike Ploog, Arthur Suydam, i Enrique Ventura.

## Característiques
Les Jornades es caracteritzen per l'alt grau d'interacció entre els autors, periodistes i afeccionats, fins al punt que hi ha la tradició d'acabar amb un partit de futbol al poliesportiu de La Magdalena.
Oficialment constant de tres activitats: 
- Cursos de còmic gratuïts, que es fan al Palacio Campo Sagrado de la Escuela de Arte, i on els autors exerceixen de professors.
- Exposicions de pàgines originals de còmic. Ni solen haver-hi almenys dues, una a La Casa de Cultura i una altra al Centre Comercial L'Atri.
- Taules rodones i col·loquis amb els autors al saló d'actes de la Casa de Cultura. Al davant mateix a la plaça d'Álvarez Acebal, s'instal·la una carpa per presentar i vendre còmics.[1]

Com a part de la festa, es concedeixen uns  'premis'  de tint humorístic:
- Premi George Pérez a l'"Autor Más Molón",
- Premi Ron Garney a l'"Autor Más Guapo"
- Premi Birian Azzarello a l'"Autor Más Nocturno"[1]

La revista Dolmen, que no les Jornades, si lliuren uns premis més seriosos, els denominats Premis de la Crítica, coincidint amb la clausura de les Jornades.